# Wissenkerke
Wissenkerke (51° 35′ N, 3° 45′ L) é uma cidade dos Países Baixos, na província de Zelândia. Wissenkerke pertence ao município de Noord-Beveland, e está situada a 14 km, a nordeste de Middelburg.
Em 2001, a cidade de Wissenkerke tinha 1045 habitantes. A área urbana da cidade é de 0.29 km², e tem 466 residências.
A área de Wissenkerke, que também inclui as partes periféricas da cidade, bem como a zona rural circundante, tem uma população estimada em 1100 habitantes.